# 베네수엘라계 브라질인
베네수엘라계 브라질인은 전체, 부분적으로, 또는 주로 베네수엘라 혈통을 가진 사람이나 브라질에 거주하는 베네수엘라 태생의 사람을 말한다. 2010년대 초반까지 이 집단의 이민은 아르헨티나인, 볼리비아인 또는 파라과이인과 같은 다른 남아메리카 사람들의 이민에 비해 미미했다. 그러나 베네수엘라 위기와 그에 따른 베네수엘라 난민 위기로 인해 브라질은 많은 베네수엘라 난민의 보금자리가 되었으며, 대부분은 북부 호라이마주를 통해 국경을 넘어 들어온다. 2020년 초까지 20만 명 이상의 베네수엘라인이 피난을 찾아 브라질로 이주했다.
베네수엘라로부터의 대규모 이주는 호라이마주의 당국에 어려운 과제로 입증되었으며, 2019년 비공식 추정에 따르면 베네수엘라 난민이 주 전체 인구의 5분의 1을 차지한다고 한다.

## 반이민 정서
호라이마주에서 베네수엘라 이민자들에 대한 반발은 브라질인들에 의한 난민들에 대한 수많은 폭력적인 공격으로 이어졌으며, 파트리오타스 데 호라이마("호라이마의 애국자들")와 같은 단체들은 추가 이민에 반대하기 위해 결성되었다.
베네수엘라 난민 위기는 호라이마주의 정치에 극적인 영향을 미쳤으며, 난민 수용 문제가 주 정치의 최우선 과제가 되었다. 2018년, 우익 사업가인 자이르 보우소나루의 동맹인 안토니우 데나리움은 호라이마 주지사에 성공적으로 출마했다. 재임 중 그는 연방 정부가 베네수엘라와의 국경을 폐쇄할 것을 옹호했다. 2020년 브라질 지방 선거 동안, 주도 보아비스타의 일부 우익 후보들은 반베네수엘라 정서를 이용했다.

## 와라오족의 이주
브라질로 이민하는 베네수엘라인 중 상당수는 와라오족 출신이다. 그들 대부분은 이주할 때 베네수엘라와 국경을 접하는 호라이마주에 정착한다.

### 이스피리투산투주
2022년 8월 16일, 바이아주 테이셰이라 지 프레이타스에서 온 약 25명의 와라오족이 밤중에 이스피리투산투주 비토리아 버스 터미널 근처 지역에 시내버스에 의해 내려져, 누구의 돌봄 책임인지, 그리고 "문제를 다른 도시로 전가하는" 것이 합법적인지에 대한 논쟁을 야기했다. 같은 날, 그들은 센트로 팝의 임시 보호소로 보내졌고, 추가로 21명이 도착할 예정이었다.
테이셰이라 지 프레이타스의 복지부 장관 마르셀루 테이셰이라가 "이 사람들에게 품위가 부족하지 않았다"고 말하며 비난을 부인하고, 수도로 이주하려는 계획이 원주민 자신들의 주도로 이루어졌다고 주장했음에도 불구하고, 그는 자신의 소셜 네트워크에서 비판을 받았다. 비토리아는 베네수엘라인들의 도착에 대해 사전에 통보받지 못했기 때문에 "만약 알았다면 더 품위 있는 환영을 준비했을 것"이라고 주장했다. 장관은 다시 그것을 FUNAI에 해야 한다고 이해했기 때문에 하지 않았다고 말했다. 바이아주의 법무, 인권 및 사회 발전 사무국과 주정부 자체도 통보받지 못했다.

## 같이 보기
- 브라질-베네수엘라 관계
- 베네수엘라 난민 위기
- 베네수엘라 시위 (2014년-현재)
- 반베네수엘라 정서
- 다른 남아메리카 국가에서 브라질로의 이민
- 디아스포라 목록

## 내용주
1. ↑  비토리아에 도착하기 전, 그들의 마지막 목적지였던 이 그룹은 호라이마주의 파카라이마 시에서 베네수엘라 국경을 넘었고, 보아비스타, 마나우스, 벨렝, 그리고 바이아주의 제키에와 같은 도시들을 거쳤다.[9]